# Jakub Szynkiewicz
Jakub Szynkiewicz (ur. 16 kwietnia 1884 w Lachowiczach k. Baranowicz, zm. 1 listopada 1966 w Waterbury) – polski duchowny muzułmański pochodzenia tatarskiego, teolog i tłumacz, od 1925 wielki mufti polskich muzułmanów.

## Życiorys
Pochodził z rodziny tatarskiej Sulejmana i Fatmy z Bohuszewiczów. W 1904 ukończył szkołę średnią w Mińsku, po czym studiował w Petersburgu nauki techniczne w Instytucie Technologicznym i orientalistykę na uniwersytecie. W 1925 obronił doktorat z filozofii na uniwersytecie w Berlinie. 28 października tego roku został wybrany na wielkiego muftiego wszystkich muzułmanów w Polsce. Jego siedziba znajdowała się w Wilnie. W 1926 i 1932 uczestniczył dwukrotnie w obradach światowego kongresu muzułmańskiego w Egipcie i Jerozolimie. Nawiązał liczne kontakty międzynarodowe ze społecznościami muzułmańskimi innych krajów, np. w 1928 odwiedził środowiska muzułmańskie w Jugosławii i Bułgarii oraz odbył podróż do Turcji. W 1930 ponownie był w Egipcie, gdzie został przyjęty przez króla Fu’ada I. Stamtąd udał się na pielgrzymkę do Mekki i Medyny jako przedstawiciel polskich muzułmanów. W 1935 brał udział w europejskim kongresie muzułmańskim. Władał biegle kilkoma językami wschodnimi, w tym starotureckim. Dokonał tłumaczenia niektórych wersetów Koranu z arabskiego na polski i wydał je w 1935 pod tytułem Wersety z Koranu. Doprowadził też do ostatecznego uregulowania statusu prawnego polskich muzułmanów. 21 kwietnia 1936 została ogłoszona ustawa o stosunku państwa do Muzułmańskiego Związku Religijnego w RP, na czele którego stał mufti J. Szynkiewicz. Pod koniec lat 30. wysunął pomysł wybudowania w Warszawie meczetu, niezrealizowanego z powodu ataku wojsk niemieckich na Polskę 1 września 1939. W okresie II wojny światowej podjął kolaborację z Niemcami. Od początku 1942 zabiegał u władz niemieckich o powołanie komitetów tatarskich na obszarze Okręgu Generalnego „Białoruś”. Jesienią tego roku zorganizował w Mińsku swoje przedstawicielstwo. W marcu 1944 z jego inicjatywy powstał Związek Młodzieży Tatarskiej, który jednak nie zdołał rozwinąć szerszej działalności. Po zakończeniu wojny wyjechał do Egiptu. Po zamachu stanu Gamala Abdela Nasera przeniósł się w 1952 do USA.
Od 16 października 1927 był mężem Lidii Talkowskiej.

## Ordery i odznaczenia
- Krzyż Komandorski z Gwiazdą Orderu Odrodzenia Polski (24 kwietnia 1936)[3]